# Jelky András
Jelky András (Baja, 1738. április 20. – Buda, 1783. december 6.) szabó, kalandor, felfedező. Karaktere az életútját bemutató szépirodalmi feldolgozások által vált népszerűvé. Hiteles történeti források alapján igazolható, hogy a Holland Kelet-indiai Társaság katonájaként Batáviába (az akkori Holland Kelet-India fővárosába, a mai Jakartába) jutott, azonban a róla szóló történetek sok állítása hitelesen nem alátámasztható.
Történetét először németül írták meg valószínűleg maga Jelky tollbamondása alapján 1779-ben, melynek első magyar nyelvű kiadása 1791-ből származik. Az életútját bemutató elbeszélések igazi népszerűségét azonban Hevesi Lajos 1872-es, Jelky András kalandjai című ifjúsági regénye hozta.

## Legendabeli életútja
Édesapja kiszolgált császári katona volt, aki Baján szabóként dolgozott. Fiát – hasonlóképp annak bátyjához, aki a bécsi császári ruhatárnál szabóskodott – szintén szabónak szánta.
Jelky András 1754. március 13-án vándorútra kelt, és Prágán, Lipcsén, Nürnbergen át Erlangenbe érkezett, ahol mintegy két hónapig tartózkodott. Innen továbbutazott Franciaországba, azonban az egyik útjába eső városban, Aschaffenburgban éppen katonaállítás volt: a hadra fogható fiatalembereket, tekintet nélkül azok származására, erőszakkal besorozták katonának. Hogy ezt a katonafogdosást elkerülje, egy menyecske a puttonyában az eladó gyümölcs alá rejtve kicsempészte a városból. Innen továbbutazott Hanauba, azonban megérkezésekor a város kapujában eltépték útlevelét, és a kaszárnyába hurcolták. Néhány napos fogság után sorstársaival együtt átszállították Hannoverbe, hogy hajóval a tengerentúlra küldjék. A hajó azonban megtelt emberekkel, s amíg a másik hajóra vártak, Jelky megszökött, és Nijmegenbe ment. Itt azonban kelepcébe került, több némettel és hollanddal együtt. Ezúttal nem kerülhette el sorsát: 1755. október 30-án elindult vele a hajó Holland Kelet-India felé.
A hajóba azonban az odaúton villám csapott, és elsüllyedt. Jelky egy fadarabba kapaszkodva tartotta fenn magát, míg halászok kimentették. Ezután egy holland hajóskapitány vette magához a hajójára, hogy a legénység ruháit javítgassa. Suriname-be utazott, onnan 1756-ban ért vissza, Lisszabonba. Innen egy máltai hajóval utazott tovább, azonban kalózok támadták meg őket,  foglyul ejtették, s rabszolgának eladták egy töröknek.
Jelky új gazdájának egyik emberével, a rabszolgák felvigyázójával kievezett egy szigetre, de odaúton kilökte őrét a csónakból, s megszökött. Hét napig barangolt a tengeren, amíg egy portugál kereskedő felvette a hajójára. 1757 májusában Makaóba érkezett, innen továbbvitorlázott Kantonba.
Kantonban Hollandia katonai szolgálatába állt, és Batáviába (ma Jakarta) utazott, ahová 1758 januárjában érkezett meg, s még hét hónapig katonáskodott. Leszerelése után Petrus Albertus van der Parra („Parrai Péter Albert”), a Holland Kelet-indiai Társaság elnöke és vezérigazgatója mint szabót a házához fogadta, s beírták a városi polgárok közé. Még abban az évben feleségül vette Seguin, angol haszonbérlőnek a leányát.
Egy véletlen szerencsétlenség és félreértés folytán magára vonta munkaadója haragját, aki elűzte a házától és a katonasághoz küldte. 1760-ban elhagyta Batáviát, feleségét apósa gondjaira bízta.
Ceylon szigetére utazott, ahol három hónapig táborozott. Amikor az egyik szomszédos szigetre ment társaival fát vágni, emberevők támadták meg őket: több társát levágták, a többit elfogták. Jelky egy előkelő főnök tulajdonába került, aki ketrecben tartotta, hogy később valamelyik bálványuknak áldozatul megsüsse. Fogságából gazdájának leánya mentette meg, akivel két bennszülött társaságában elmenekült.
A megszabadítója 13 hónap múlva meghalt; Jelkyt egy öt nap múlva arra vitorlázó hajó vette fel, és Batáviába szállította. Van der Parra, aki közben Holland Kelet-india főkormányzója lett, megbocsátott neki és kegyeivel halmozta el, felesége is tárt karokkal fogadta. Tiszti ranggal egy árvaház igazgatója lett, emellett komoly vagyont szerzett, és 1767-ben egy 1400 házból álló ültetvényt vett. 1770-ben a polgári őrség kapitányává nevezték ki, a holland követség titkos tanácsosa lett, többször járt követségben Japánban és Jáván.
1772-ben meghalt a felesége, 1775. december 28-án pedig jótevője, Van der Parra. Jelky búskomorságba esett, s hazájába kívánkozott. Lemondott az állásáról, és 1776. október 25-én Európába utazott. 1777. augusztus 30-án érkezett meg Amszterdamba, október 2-án Bécsbe, ahol bátyját még életben találta. A császárvárosban nagy feltűnést keltett, november 28-án bemutatták Mária Teréziának is.
1778-ban hazajött, és Budán telepedett le. Ismét megnősült, s egy fia született. 45 évesen, tüdővészben halt meg.

## Történeti hitelesség

### Kutatások
Jelky András életének kutatásával kapcsolatban visszatérő probléma, hogy a források kis száma, illetve a szépirodalmi feldolgozások miatt az életút egyes vélt szakaszainak történeti hitelessége kétséges, nehezen igazolható. A világutazó érdekes történetének többen is nyomába eredtek, többek között Borsay Jenő, Balla Mihály, Kollár Kálmán és Solymos Ede kutatómunkája figyelemre méltó. Az összegyűlt tényanyag elsősorban levéltári adatokra alapozva ma már néhány ponton bizonyítani tudta a szépirodalmi feldolgozások részbeni hitelességét, máshol azonban cáfolta azok egyes részleteit.

### Ismert életrajzi adatok
Igen valószínű, hogy Jelky András valóban létezett, azonban nevére vonatkozóan is maradtak bizonytalanságok. Apja neve Ilka (Jilka) János György, így az eredeti családnév Ilka lehetett. Kellner Évával kötött házasságából született 10 gyermek közül a legfiatalabb gyermeket Jilka András Anzelm Nepomuk néven anyakönyvezték. A családtagokról szóló forrásokban az Ilka név több változata is megjelenik, azonban ezek között nem szerepel Jelky, így bár a legifjabb gyermek Jelky András kalandorral való azonosítása viszonylagosan elfogadott, teljes bizonyosság e kérdésben nincs, ahogy arról sem, hogy a holland közigazgatási feljegyzésekben említett Jan Andries Jelleke és Jilka András Anzelm Nepomuk bajai szabólegény személye megegyezik.
Kalandos életútjának azon részei, amelyek során a Holland Kelet-indiai Társasággal kapcsolatban állt, részben ellenőrizhetők, ugyanis a társaságnak részletes jegyzékei voltak a vele jogviszonyban állókkal, azok akár katonák, akár egyéb gazdasági, közigazgatási, vagy politikai szerepű megbízottak voltak. A hágai Holland Országos Levéltár adatai szerint 1755-ben kötött szerződést a Holland Kelet-indiai Társasággal, ahol Andreas Jelleke néven, közkatonaként vették nyilvántartásba. A bejegyzés szerint Jelky származása „Ongaen bij de stad baja”, melyben Ongaen valószínűleg a hallás után ferdítéssel leírt Hongaars azaz magyar nemzetiségre utal, megjelölve Baja városát is, ezért úgy vélik, hogy a bejegyzés valóban annak a Jelky Andrásnak a besorozását dokumentálja, akiről a történetek szólnak. Ugyanitt szerepel az is, hogy 1755-ben a Blijdorp nevű hajón hagyta el Hollandiát, majd 21 évvel később, 1776-ban, a Popkensburg fedélzetén tért vissza Európába.
A Blijdorppal 1756. január 10-én ért Kaapstadba (ma Fokváros), ahonnan január 26-án Batávia (ma Jakarta) felé indult tovább, ahová ez év április 12-én érkezett meg, ötéves katonai szolgálatra. Jelenleg tehát nincs arra utaló adat, hogy az Indonéziába érkezés előtti legendabeli történetek (így a hajótörés, a suriname-i történések, az afrikai rabszolgaság stb.) hitelesek lennének. Egyes kutatók, pl. Pusztai Gábor rámutatnak arra, hogy a kor népszerű regénye, Defoe Robinson Crusoe-ja hatással lehetett az útleírásra, így kerülhettek a történetbe a „magyar Robinson” hajótörését leíró részletek.
Egy batáviai anyakönyvi bejegyzés alapján ismert, hogy 1758. október 12-én házasságot kötött. Felesége, Elisabeth Seguin – a legenda 1791-es kiadásával is ellentétben – nem angol, hanem a zeelandi Middelburgból származó holland volt. A dokumentumban Jelky származására úgy utalnak, hogy „Van Neder-Hongarije uit de stad Baja”, azaz Alsó-Magyarországi, bajai, ami jól alátámasztja a feltevést, hogy az említett Jelleke és Jelky azonos személyek lehettek. A katonaévek utáni, batáviai életvitelével kapcsolatban, a helyi névjegyzék alapján továbbá ismert, hogy 1764-ben a Batáviai Nyugati Polgárőrség tisztjei között szolgált zászlósként, 1765-től pedig hadnagyként. 1767-től egy éven keresztül a fizetséggel is járó „heemraad” tisztséget viselte, amely minőségben egy akkor Batáviában működő, közfeladatokért felelős, kilenctagú testület tagja volt. Ezek alapján megalapozatlannak tűnik a legenda titkos tanácsosi rangra utalása, amely tisztség ekkor e helyen nem is létezett, továbbá túlzó kijelentés, hogy „a’ napkeleti Indiai Társaságot, szint úgy magát az Országot illető legfontosabb dolgok reá bízattattnak”.
A legenda azon része, amely Jelky Japánban való követi tevékenységére vonatkozik, nem támasztható alá. Hollandia ekkor – egyedüli európai partnerként – jelen volt Japánban, jelesül Deshimában (a mai Nagaszakiban) egy kereskedelmi teleppel, s pontos kimutatásokat vezetett a Japánban szolgáló hivatalnokokról, akik között nem szerepel Jelky, vagy ehhez hasonló név.
Hazatérésének körülményei a szépirodalmi forrástól némileg eltérve a következők: 1776-ban, feleségét és két gyermekét hátrahagyva a Popkensburg hajóval indult el, mellyel 1777. június 18-án érkezett Hollandiába, a Rammekens erőd kikötőjébe. Európába való visszatérése után, 1779-ben jelent meg első beszámolója, valószínű, hogy ekkor nevezték először Jelkynek. Budán telepedett le, ahol továbbra is Jelleke névvel, 1782-ben feleségül vette házvezetőnőjét, Eva Seizert. 1783. május 28-án gyermekük született, akit apja után Joannes Andreas Jellekeként anyakönyveztek.
1783. december 6-án Budán temették el Consiliarius Hollandicusi ranggal, azaz holland tanácsosként a Szent Anna-templom kriptájában.